# 植田紗帆
植田 紗世（うえだ すずよは大阪府出身の子役。
現在、さくらガール二期生で活動中

## 出演

### テレビドラマ
- 水戸黄門 第36部（TBS）
- 土曜ワイド劇場 京都殺人案内（30)音川刑事玄界灘を渡る!（2007年12月15日、ABC）
- ありがとう、オカン（2008年10月8日、関西テレビ）
- その男、副署長 シーズン3 第8話（テレビ朝日）
- 剣客商売スペシャル 道場破り（2010年2月5日、フジテレビ）
- 新春ワイド時代劇 忠臣蔵〜その義その愛（2012年1月2日、テレビ東京）
- 捜査地図の女 最終話（2012年12月6日、テレビ朝日）
- 月曜名作劇場 温泉殺人事件シリーズ 有馬温泉殺人事件（2016年5月30日、TBS）
- NHK  BS放送  あったまるユートピア

### 映画
- ラブファイト - 西村亜紀（幼少期） 役
- 仮面ライダー×仮面ライダー オーズ&ダブル feat.スカル MOVIE大戦CORE（2010年、東映） - 亜樹子・子供時代 役
- 人間失格 - 礼子の妹 役
- 魔女の宅急便 - ミル 役